# Automatiek

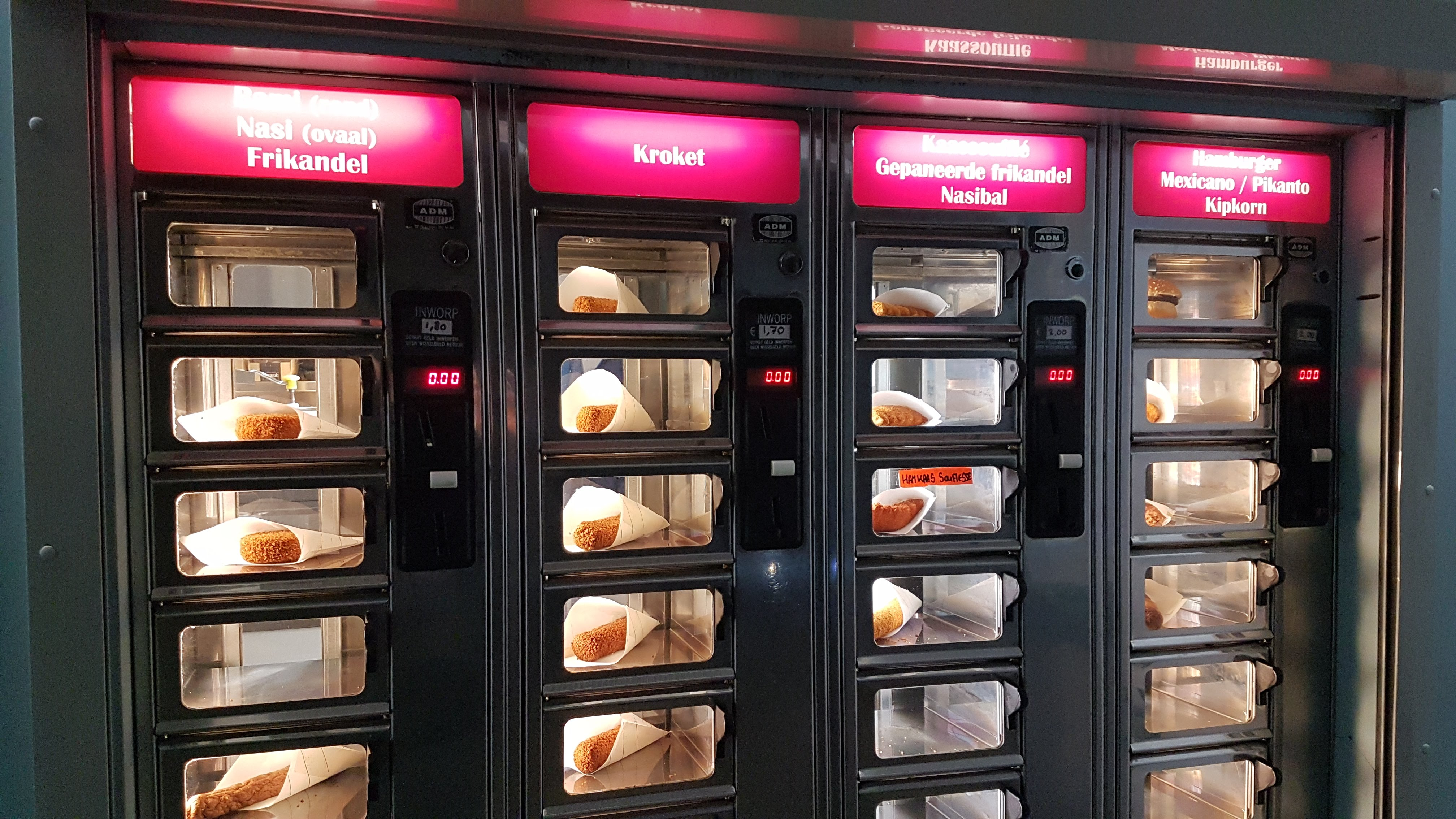
Automatiek bij een snackbar

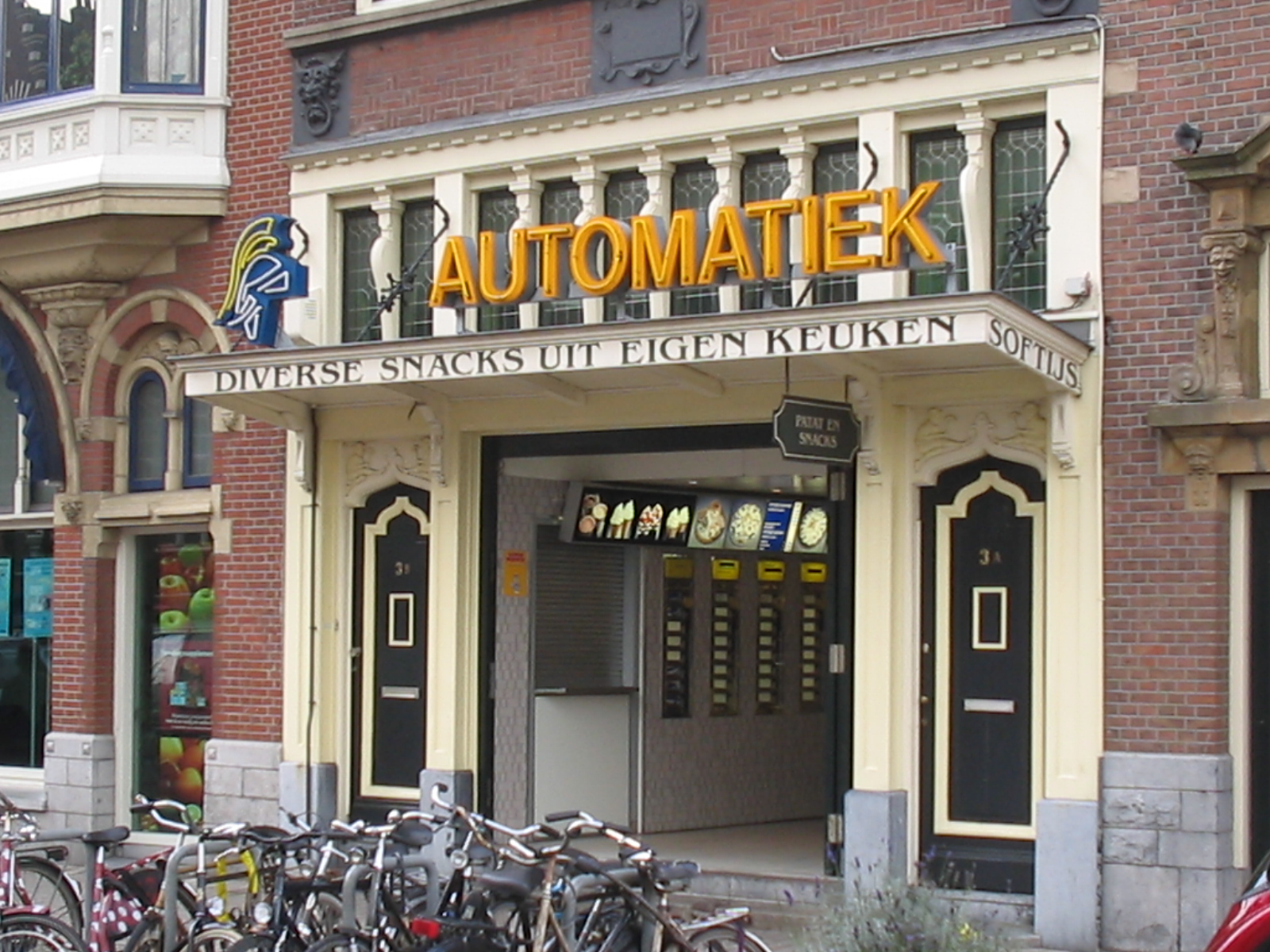
Automatiek in Delfshaven

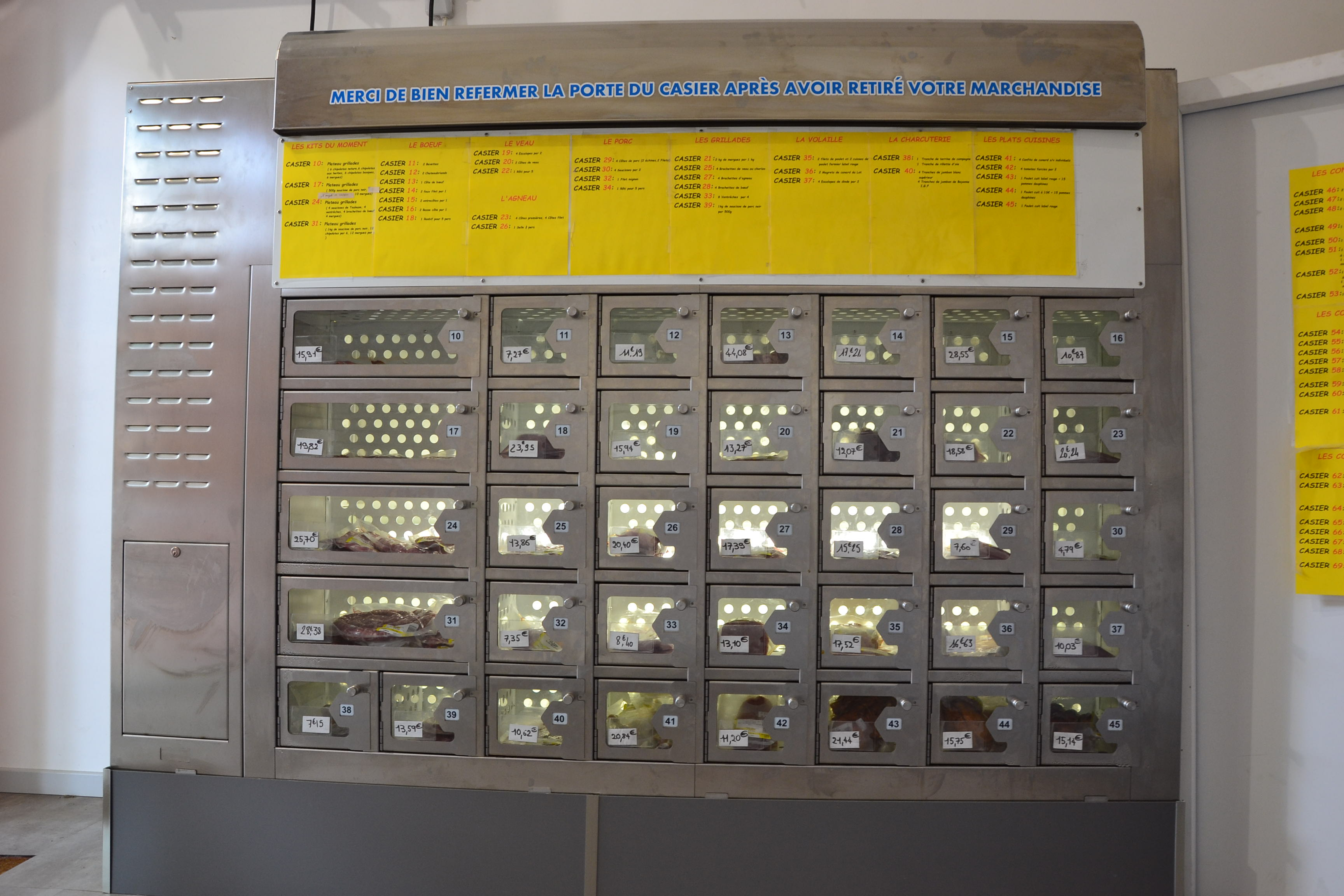
Automatiek voor vlees en vleeswaren in Cahors, Frankrijk

Een automatiek is een verkoopautomaat. In een automatiek ligt bereid voedsel op een servet of karton achter glazen deurtjes, waar het warm wordt gehouden. De consument kan zo'n deurtje na betaling openen en het product zo meenemen. Het voedsel uit de automatiek wordt vaak op straat opgegeten, al zijn er meestal ook enkele zitplaatsen voorzien.
Meestal dient men gepast te betalen, soms krijgt men wisselgeld terug. Te veel betalen is mogelijk als de automaat niet op wisselgeld retourneren is ingesteld. Vaak is in een automatiek een geldwisselautomaat aanwezig. In sommige automatieken is ook, of alleen maar, contactloze betaling met een bankpas mogelijk.  
Als de snack er te lang ligt zonder 'getrokken' te worden kan deze uitdrogen en taai worden. De snackbarhouder moet er dan ook rekening mee houden hoeveel snacks hij in de automatiek plaatst al gelang de te verwachten toeloop. Vaak worden in de stillere uren de automatieken niet gebruikt, maar dient men zijn snacks bij de snackbar te bestellen.
De populaire uitdrukking voor het eten uit een automatiek is "uit de muur eten".

## Geschiedenis

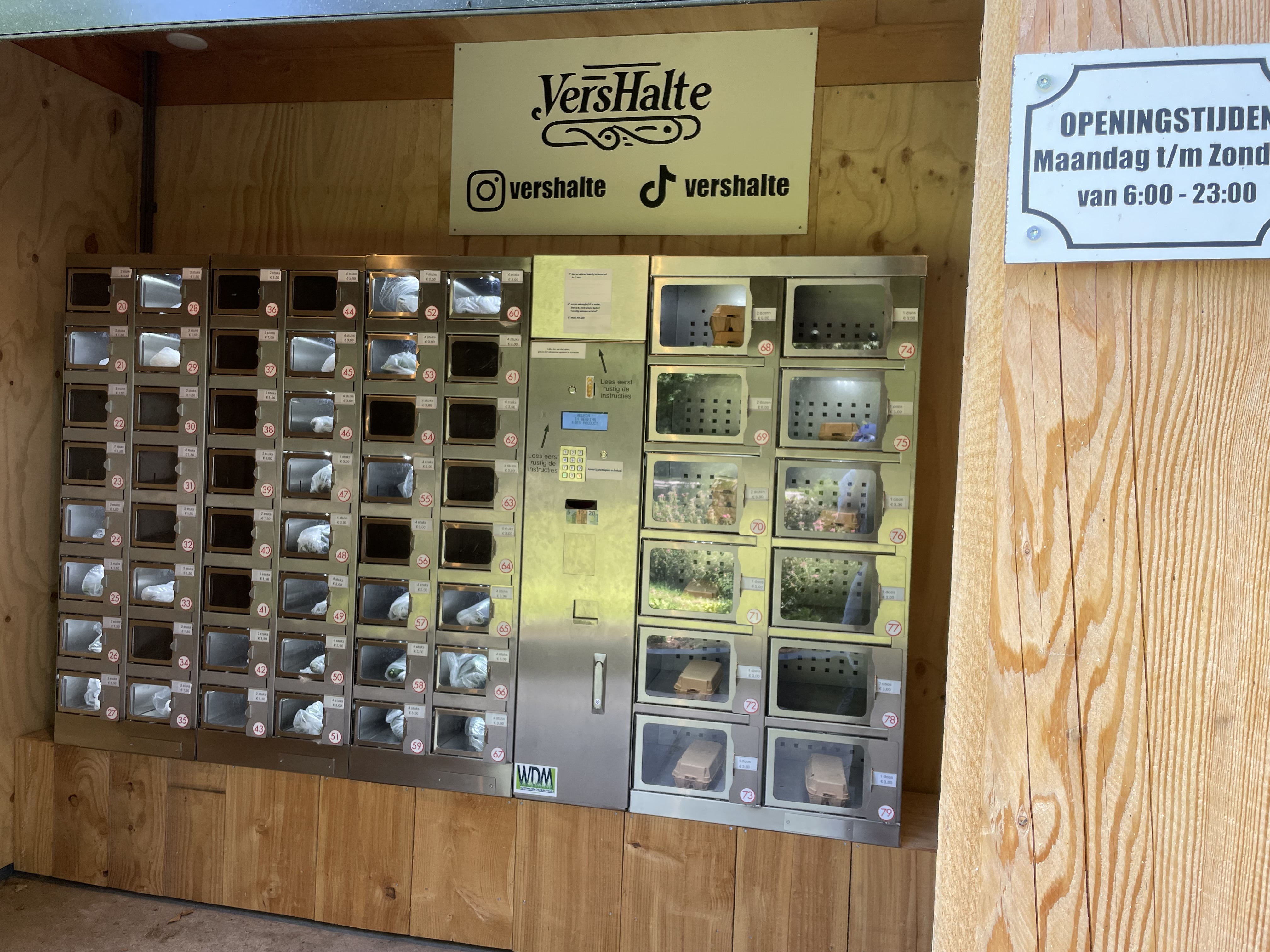
Automatiek met komkommers en eieren in Chaam (2025)

De automatiek is al aan het begin van de 20e eeuw ontstaan, vermoedelijk in Duitsland. Van hier uit waaide het idee al snel over naar andere landen. In deze periode kwam het voedsel nog echt opgediend uit de automatiek, dus op een bord en een dienblad. Dranken werden in een glas geserveerd.
De automatiek groeide in de jaren '50 uit tot een populaire voorziening, met name van de opgeschoten arbeidersjeugd, die voor het eerst iets te besteden had. De broodjes maakten plaats voor patates frites en snacks.
Na de jaren zestig verminderde de populariteit van de automatiek in de meeste landen, en uiteindelijk verdween ze uit het straatbeeld. Behalve in Nederland: hier is de automatiek onverminderd populair. Aan het begin van de twintigste eeuw was New York de hoofdstad van de automatiek (dankzij de horecaketen Horn & Hardart).
Er bestaan nog altijd automatieken waar geen bediende snackbar aan vastzit. In de jaren zestig en vroege jaren zeventig bestond ook een Frietautomaat. Toch is met name de zelfbediening automatiek aanwezig in combinatie met bediende snackbars. Bij snackbarketen Febo speelt de automatiek een grote rol. Ook bij veel grote tankstations wordt deze methode toegepast om snacks te verkopen.
Dankzij de snackbarformule Febo groeide Amsterdam uit tot de stad met de meeste snackautomatieken. Buiten Nederland komt de automatiek zelden voor. Ook in België was deze lange tijd onbekend, maar de automatiek duikt in België op, waarschijnlijk onder invloed van de noorderburen. Wel kende België al langer broodautomaten.

## Snacks
In Nederland wordt de automatiek in de eerste plaats geassocieerd met de verkoop van snacks, en wordt daarom ook wel "snackmuur" genoemd. Het assortiment bestaat veelal uit kroketten, frikandellen, nasiballen, bamihapjes en vele andere frituursnacks. In de moderne Belgische automatiek worden vaak ook belegde broodjes aangeboden. Als de automatiek met een bediende snackbar wordt gecombineerd, kan alles wat in de automatiek ligt ook "vers" besteld worden. Toch blijft ook in deze gevallen de automatiek populair, vooral omdat ze zo snel is.

## Brood
In België en een aantal andere landen is het verschijnsel broodautomaat al lange tijd bekend. De gebruikte techniek is hetzelfde, maar bij de broodautomaat liggen er hele broden in de automatiek. De broodautomaat bevindt zich meestal in de buurt van een bakker, zodat men na sluitingstijd nog brood kan kopen. Ook kleinere broodjes kunnen in een broodautomaat worden verkocht. Niet iedereen beschouwt deze broodautomaat echter als automatiek.